# Enrico Soulier
Enrico Soulier (Angrogna, 11 ottobre 1848 – Roma, 13 agosto 1920) è stato un politico italiano.

## Biografia
Figlio di un maestro della scuole valdesi si laurea in filosofia per poi trasferirsi in Olanda, dove è precettore di un rampollo della casa Luden van Stoutenburg. Successivamente si trasferisce a Ginevra, dove insegna filosofia greca alla locale università. 
Da sempre interessato alla vita politica, sostenitore di Giovanni Giolitti, si candida per la prima volta deputato nel 1884. Non eletto ci riprova alle suppletive del 1896, dopo le quali viene rieletto per quattro volte. Alla camera si fa portavoce degli interessi delle valli valdesi. Nel 1910 si interessa della tutela dell’insegnamento del francese, proponendo un emendamento a un disegno di legge che garantisca l’insegnamento di quella lingua non solo in Valle d'Aosta ma anche nelle valli Pellice e Chisone.
Nominato senatore nell'ottobre del 1913, stringe profondi rapporti di amicizia con importanti figure del panorama politico dell'epoca come Sidney Sonnino e Luigi Facta.
Nei primi anni del Novecento si adopera più volte in favore dei soldati evangelici. Già durante la guerra di Libia, chiede e ottiene dal Governo l'invio al fronte di un pastore come cappellano militare, obiettivo che persegue anche durante la prima guerra mondiale.